# سمك أبيض

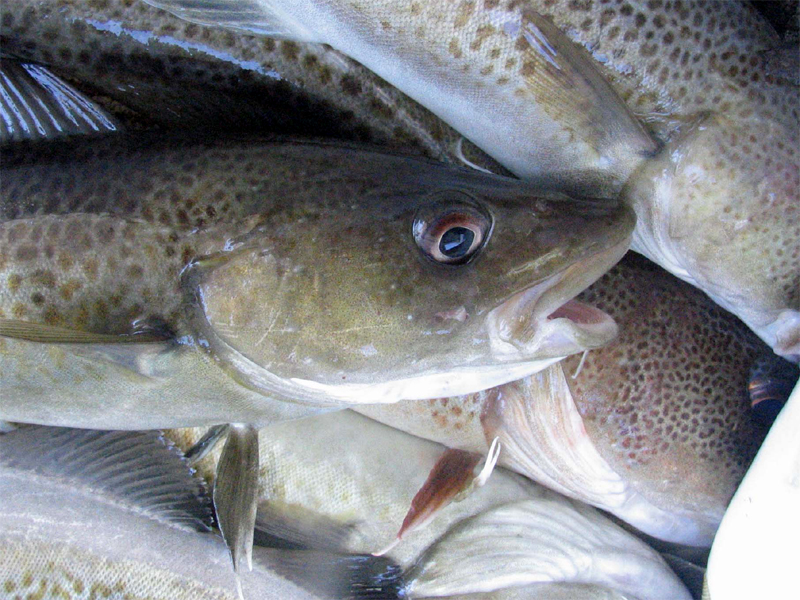
سمك أبيض

سمك أبيض هو مصطلح يشير إلى الأنواع المختلفة من الأسماك القاعية -أي التي تعيش في قاع البحر- التي تملك زعانف. وأكثر ما يشير هذا المصطلح إلى سمك القد والحدوق. والبلوق وأسماك أخرى كذلك.